# Liste der ältesten lebenden Menschen
Dies ist eine Liste der ältesten lebenden Menschen weltweit. Das Alter aller dieser Personen wurde von der Gerontology Research Group wissenschaftlich verifiziert, dennoch kann diese Liste weder Vollständigkeit noch absolute Korrektheit beanspruchen.
Ethel Caterham aus dem Vereinigten Königreich gilt seit dem 30. April 2025 als ältester Mensch der Welt. Sie ist heute 115 Jahre und 350 Tage alt.
João Marinho Neto aus Brasilien gilt seit dem 25. November 2024 als ältester Mann der Welt. Er ist heute 112 Jahre und 305 Tage alt.
Farblegende:00lebende Frauen00 lebende Männer

## Älteste lebende Menschen weltweit
| Nr. | Name                         | Geburtsdatum       | Alter                  | Land                           |
| --- | ---------------------------- | ------------------ | ---------------------- | ------------------------------ |
| 01  | Ethel Caterham               | 21. August 1909    | 115 Jahre und 350 Tage | Vereinigtes Königreich         |
| 02  | Marie-Rose Tessier           | 21. Mai 1910       | 115 Jahre und 77 Tage  | Frankreich                     |
| 03  | Naomi Whitehead              | 26. September 1910 | 114 Jahre und 314 Tage | Vereinigte Staaten             |
| 04  | Izabel Rosa Pereira          | 13. Oktober 1910   | 114 Jahre und 297 Tage | Brasilien                      |
| 05  | Lucia Laura Sangenito        | 22. November 1910  | 114 Jahre und 257 Tage | Italien                        |
| 06  | Klawdija Gadjutschkina       | 5. Dezember 1910   | 114 Jahre und 244 Tage | Russland                       |
| 07  | Andrée Bertoletto            | 1. Januar 1911     | 114 Jahre und 217 Tage | Frankreich                     |
| 08  | Mary Harris                  | 13. Mai 1911       | 114 Jahre und 85 Tage  | Vereinigte Staaten             |
| 09  | Shigeko Kagawa               | 28. Mai 1911       | 114 Jahre und 70 Tage  | Japan                          |
| 10  | Bonita Gibson                | 4. Juli 1911       | 114 Jahre und 33 Tage  | Vereinigte Staaten             |
| 11  | Winnie Felps                 | 10. Oktober 1911   | 113 Jahre und 300 Tage | Vereinigte Staaten             |
| 12  | Fuyo Kishimoto               | 20. Dezember 1911  | 113 Jahre und 229 Tage | Japan                          |
| 13  | Sumiko Mori                  | 30. Januar 1912    | 113 Jahre und 188 Tage | Japan                          |
| 14  | Ilse Meingast                | 14. März 1912      | 113 Jahre und 145 Tage | Deutschland Vereinigte Staaten |
| 15  | Margaret Romans              | 16. März 1912      | 113 Jahre und 143 Tage | Lettland Kanada                |
| 16  | Maria Carmela Ricci          | 16. April 1912     | 113 Jahre und 112 Tage | Italien                        |
| 17  | Shizuko Kiyuna               | 10. Juni 1912      | 113 Jahre und 57 Tage  | Japan                          |
| 18  | Madeleine Dellamonica        | 23. Juli 1912      | 113 Jahre und 14 Tage  | Frankreich                     |
| 19  | Louise Signore               | 31. Juli 1912      | 113 Jahre und 6 Tage   | Vereinigte Staaten             |
| 20  | Angélica Tiscornia           | 22. August 1912    | 112 Jahre und 349 Tage | Argentinien                    |
| 21  | Rosa Micaela Puertas Quiroga | 29. September 1912 | 112 Jahre und 311 Tage | Argentinien                    |
| 22  | Wenonah Bish                 | 2. Oktober 1912    | 112 Jahre und 308 Tage | Vereinigte Staaten             |
| 23  | João Marinho Neto            | 5. Oktober 1912    | 112 Jahre und 305 Tage | Brasilien                      |
| 24  | Catherine Ferrell            | 10. Oktober 1912   | 112 Jahre und 300 Tage | Vereinigte Staaten             |
| 25  | Miho Kumagai                 | 20. Oktober 1912   | 112 Jahre und 290 Tage | Japan                          |
| 26  | nicht verfügbar              | 30. Oktober 1912   | 112 Jahre und 280 Tage | Japan                          |
| 27  | Akino Ueda                   | 5. November 1912   | 112 Jahre und 274 Tage | Japan                          |
| 28  | Merah Smith                  | 9. November 1912   | 112 Jahre und 270 Tage | Jamaika Vereinigtes Königreich |
| 29  | Louise Burkhalter            | 13. November 1912  | 112 Jahre und 266 Tage | Vereinigte Staaten             |
| 30  | nicht verfügbar              | 15. November 1912  | 112 Jahre und 264 Tage | Japan                          |

## Weitere Personen
| Name                        | Geburtsdatum      | Alter                  | Land                |
| --------------------------- | ----------------- | ---------------------- | ------------------- |
| Josino Levino Ferreira      | 3. April 1913     | 112 Jahre und 125 Tage | Brasilien           |
| Ilie Ciocan                 | 10. Juni 1913     | 112 Jahre und 57 Tage  | Rumänien            |
| Ken Weeks                   | 5. Oktober 1913   | 111 Jahre und 305 Tage | Australien          |
| Julio Saldarriaga Hernandez | 3. November 1913  | 111 Jahre und 276 Tage | Kolumbien           |
| Zhou Renqing                | 7. November 1913  | 111 Jahre und 272 Tage | Volksrepublik China |
| Anna Wagner                 | 6. Juni 1914      | 111 Jahre und 61 Tage  | Österreich          |
| Ilse Neumann                | 23. Juli 1914     | 111 Jahre und 14 Tage  | Deutschland         |
| Gertrud Oertel              | 11. November 1914 | 110 Jahre und 268 Tage | Deutschland         |
| Francine Grandjean          | 4. Januar 1915    | 110 Jahre und 214 Tage | Schweiz             |
| Elisabeth Rüterbories       | 10. Januar 1915   | 110 Jahre und 208 Tage | Deutschland         |
| Elisabeth Bönte             | 26. Februar 1915  | 110 Jahre und 161 Tage | Deutschland         |
| Maria Knebel                | 5. März 1915      | 110 Jahre und 154 Tage | Deutschland         |
| Stephanie Kahl              | 29. April 1915    | 110 Jahre und 99 Tage  | Deutschland         |
| Hedwig Zaugg                | 17. Mai 1915      | 110 Jahre und 81 Tage  | Schweiz             |
| Gertrud Paulat              | 18. Mai 1915      | 110 Jahre und 80 Tage  | Deutschland         |
| Emma Wenda                  | 7. Juli 1915      | 110 Jahre und 30 Tage  | Österreich          |